# Søren Hansen
Søren Hansen, född den 27 juni 1857, död den 17 september 1946, var en dansk antropolog.
Hansen blev medicine kandidat 1885 och polisläkare i Köpenhamn 1895. Hansen inledde den antropologiska undersökningen av Grönalands innevånare: Bidrag til Østgrønlændernes Antropologi (1886) Bidrag till Vestgrønlændernes Antropologi (1892 och Bidrag til Eskimoernes Kraniologi (1895). I Aarbøger fro nordisk Oldkyndighed og Historie 1893 behandlade han den danska bronsålderns kraniologi. Hansen var medutgivare av Meddelelser om Danmarks Antropologi.